# Els Visser
Els Visser née le 3 avril 1990 à Haren est une triathlète professionnelle néerlandaise, vainqueur sur distance Ironman 70.3 et Ironman.

## Biographie
Els Visser est titulaire d'un doctorat en chirurgie obtenu à l'Université d'Utrecht en 2015. Elle fait durant ses études des recherches sur les traitements du cancer de l'œsophage. Dans sa jeunesse, la hollandaise rêve principalement de devenir un jour chirurgienne, elle n'est inscrite à aucun sport, court juste de temps en temps pour rester en forme et joue quelques parties de tennis avec ses amies au lycée.

### Survivante en Indonésie
Ses études lui ont permis de parcourir la planète mais elles ont aussi profondément changé sa vie. À l'été 2014, lors d'un voyage à Lombok en Indonésie, elle pris un bateau avec 24 autres passagers qui a coulé en pleine nuit. L’équipage n’a pas l’équipement nécessaire pour pouvoir alerter les secours et les téléphones portables ne capte rien là où ils se trouvent. S'accrochant à vie à l'épave, elle a nagé huit heures avec quatre autres passagers, jusqu'à une île voisine où ils ont finalement été secouru le lendemain par un bateau de passage. Cette expérience déchirante lui a procuré un nouveau rêve et l'a incité à le vivre pleinement. L'euphorie de la survie s'est avérée addictive : Els a décidé de devenir triathlète professionnelle. Ses propos l'attestent ; « C’est cette combinaison de trois sports dans laquelle il faut être si bon, un sport où l’on revient à l’essentiel. Pendant la course, vous êtes complètement seul et chaque course est différente. J’aime toujours m’entraîner à chaque fois, faire des courses dans toutes sortes d’endroits à travers le monde. ». De sa résilience, Els écrit un livre sorti aux Pays-Bas en 2021.

### Carrière en triathlon
Els remporte son premier Ironman en 2018 dans son pays à Maastricht. Cinq années plus tard, elle termine sur la plus haute marche du podium à l'Ironman Nouvelle-Zélande à Taupo. Elle est championne d'Europe de triathlon longue distance 2023 avec presque sept minutes d'avance devant sa compatriote Marlene De Boer.

## Palmarès
Le tableau présente les résultats les plus significatifs (podium) obtenus sur le circuit international de triathlon depuis 2018,.
| Année | Compétition                                        | Pays             | Position           | Temps           |
| ----- | -------------------------------------------------- | ---------------- | ------------------ | --------------- |
| 2023  | Championnats d'Europe de triathlon longue distance | Pays-Bas         | Médaille d'or      | 8 h 36 min 24 s |
| 2023  | Ironman Vitoria-Gasteiz                            | Autriche         | Médaille de bronze | 9 h 8 min 59 s  |
| 2023  | Ironman Nouvelle-Zélande                           | Nouvelle-Zélande | Médaille d'or      | 9 h 5 min 43 s  |
| 2022  | Ibiza Half Triathlon                               | Espagne          | Médaille d'or      | 4 h 30 min 44 s |
| 2022  | Ironman Lanzarote                                  | Espagne          | Médaille d'argent  | 9 h 39 min 10 s |
| 2019  | Ironman 70.3 Zell am See                           | Autriche         | Médaille d'argent  | 4 h 27 min 40 s |
| 2019  | Allgäu Triathlon                                   | Allemagne        | Médaille d'or      | 4 h 27 min 55 s |
| 2018  | Ironman Pays-Bas                                   | Pays-Bas         | Médaille d'or      | 9 h 31 min 6 s  |
| 2018  | Challenge Almere                                   | Pays-Bas         | Médaille d'argent  | 9 h 16 min 29 s |